# Décès en 958
Décès
- 954
- 955
- 956
- 957
- 958
- 959
- 960
- 961
- 962

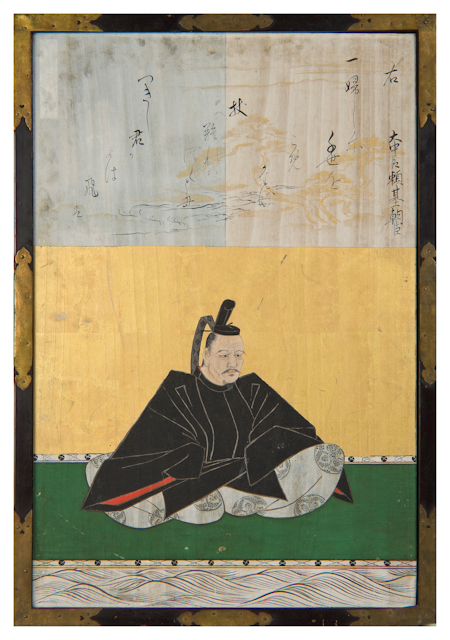
Ōnakatomi no Yoritomo mort en 958.

Cette page dresse une liste de personnalités mortes au cours de l'année 958 :
- 2 juin : Oda de Cantorbéry, évêque de Ramsey, puis archevêque de Cantorbéry
- juillet : Fujiwara no Kiyotada, poète de waka de l'époque de Heian.
- 15 octobre : Aderico Cotta, archevêque de Milan.
- 11 novembre : Foulque II le Bon, comte d'Anjou.

- Drogon de Bretagne, comte de Nantes et duc de Bretagne.
- Gormr le Vieux, roi du Danemark[1].
- Évrard d'Einsiedeln, abbé et fondateur du monastère d'Einsiedeln en Suisse.
- Ōnakatomi no Yoritomo, poète de waka du milieu de l'époque de Heian et un noble japonais.
- Soumbat, duc de Tao Inférieur, 3e roi des Kartvels.

## Crédit d'auteurs
- Cet article est partiellement ou en totalité issu de l'article intitulé « 958 » (voir la liste des auteurs).